# Az 1941–1945-ös Nagy Honvédő Háborúban aratott győzelem negyvenedik évfordulójára emlékérem
Az 1941–1945-ös Nagy Honvédő Háborúban aratott győzelem negyvenedik évfordulójára emlékérem (oroszul: Юбилейная медаль «Сорок лет Победы в Великой Отечественной войне 1941—1945 гг.», transzliteráció: Jubilejnaja Medal "Szorok let pobedi v Velikoj Otyecsesztvennoj vojnye 1941-1945") a második világháborúban aratott szovjet győzelem negyvenedik évfordulójára 1985. április 12-én alapított szovjet katonai kitüntetés. Tervezője A. G. Mirosnyicsenko és V. A. Jermakov volt.

## Az elismerésről
A kitüntetést a szovjet csapatok a második világháború keleti frontján a Náci Németország és európai szövetségeseik felett aratott győzelem negyvenedik évfordulójára alapították. Hasonlóan a Szovjetunió által adományozott kitüntetések nagy részéhez, már nem adományozható. 1995. január 1-ig összesen 11 268 980 fő részesült ebben a kitüntetésben, mely a gyűjtők körében nagy becsben tartott, népszerű darab, és kereskednek is vele. A kitüntetést nem csak a háborúban résztvevők, hanem azok a munkások is megkaphatták, akik valahogyan támogatták a harcot. Az ilyen kitüntetések hátoldalán szereplő körfelirat megkülönböztette ezeket.

## Kinézete

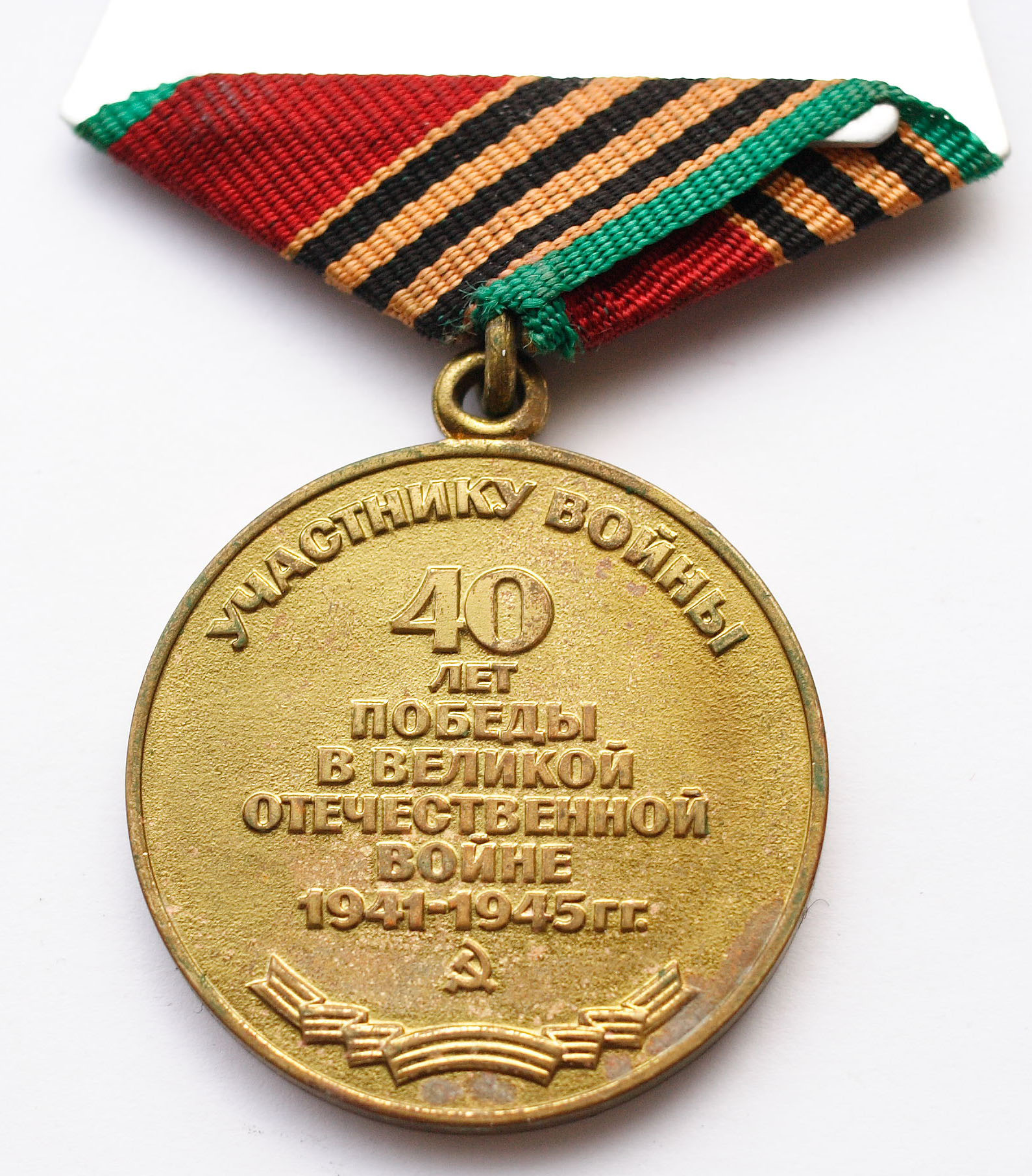
A medália hátulnézeti képe

Az érme sárgarézből készült, alakja szabályos kör, melynek átmérője 32 mm. Az elülső oldalán egyfajta háttérként egy  ötágú csillagban tűzijátékkal a Kreml tetején lévő Szpasszkaja torony, melynek felső részén a dátumok "1945" és a "1985". Ez előtt katona munkás és kolhozparasztot ábrázoló szoborcsoport áll. Az érme alsó részén az emberalakok mögött két babérág is látható.
A hátoldalon cirill betűs feliratok láthatók. Az érme felső részén a körfelirat változó, annak függvényében, hogy ki kapta. Így lehet a «УЧАСТНИКУ ВОЙНЫ» (Fordítása: háborús veterán) vagy a «УЧАСТНИКУ ТРУДОВОГО ФРОНТА» (Fordítása: munka frontján részt vevő).
Az érme középpontjában szereplő felirat «40 лет Победы в Великой Отечественной войне 1941—1945 гг.» (fordítása Az 1941-1945-ös Nagy Honvédő Háborúban aratott győzelem negyvenedik évfordulójára). Az érme alsó részén zászlószalag fölé helyezett sarló kalapács motívum látható.
Az érme minden felirata és képe domború. Az éremhez tartozó selyem moaré szalagsáv szélessége 24 milliméter. A sávot függőleges síkban váltakozó csíkok alkotják. Ezek színei zöld szegő rész között a bal oldali felén 3 fekete és 2 narancssárga csík, míg a jobb oldali felén egyszínű piros sáv látható.

## Fordítás
- Ez a szócikk részben vagy egészben  a(z)   Юбилейная медаль «Сорок лет Победы в Великой Отечественной войне 1941—1945 гг.»  című orosz Wikipédia-szócikk ezen változatának fordításán alapul.  Az eredeti cikk szerkesztőit annak laptörténete sorolja fel. Ez a jelzés csupán a megfogalmazás eredetét és a szerzői jogokat jelzi, nem szolgál a cikkben szereplő információk forrásmegjelöléseként.